# Abhorrers
Abhorrers (ang. to abhor – nienawidzić, czuć wstręt) – nazwa nadana w 1679 roku stronnictwu w angielskim Parlamencie, skupiającemu rojalistów i stronników kościoła anglikańskiego, przeciwników petycjonistów. Nazwa miała sugerować, że nienawidzą z zasady opozycji i dysydentów.
Z Abhorrers ukształtowało się stronnictwo torysów.